# Sleme, Bloke
Sleme je naselje v Občini Bloke.